# Maurice Trélut

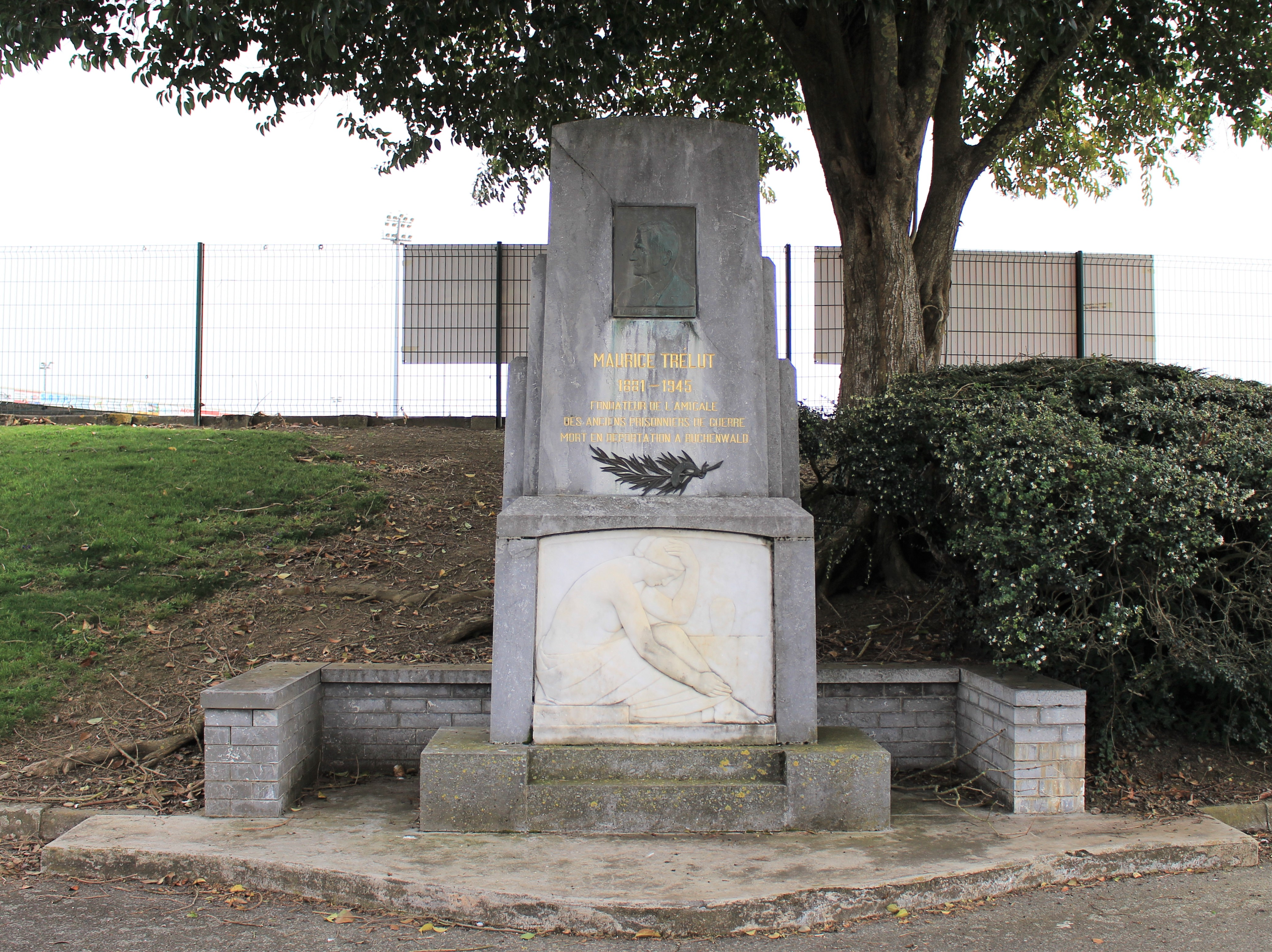
Monument aux morts hommage à Maurice Trélut au stade de Tarbes.

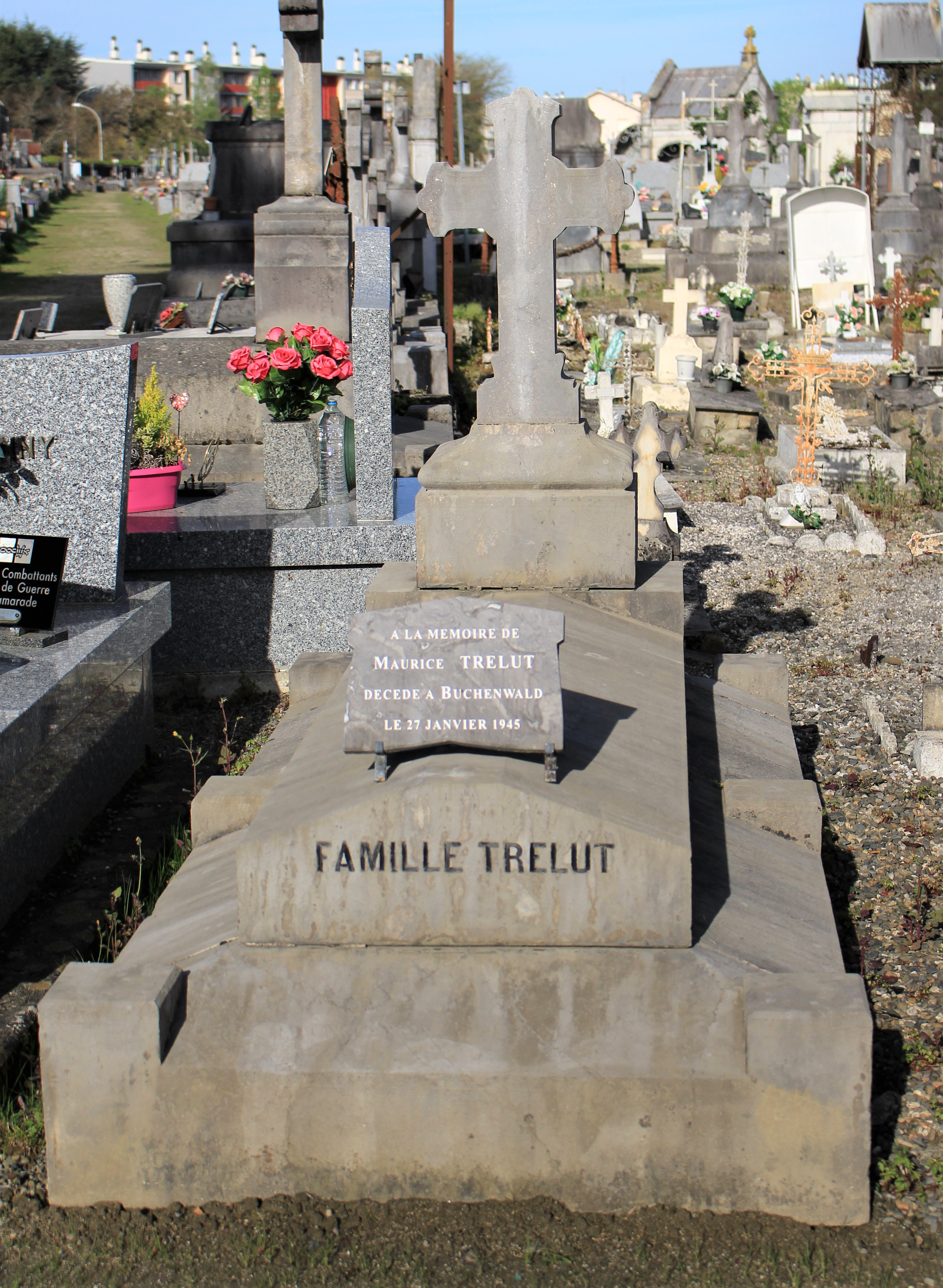
Sépulture de Maurice Trélut

Maurice Trélut, né le 30 juillet 1881 à Ossun et mort en déportation le 27 janvier 1945 à Buchenwald, est un héros de la Résistance en Bigorre.

## Biographie
À l'instar de son grand-père, son père et son frère aîné, Maurice Trélut est vétérinaire de profession. Après ses études de vétérinaire à Toulouse de 1902 à 1905, il épouse Emma Prunet, belle-soeur de Sophie Foch, la nièce de Ferdinand Foch. Le couple aura quatre enfants.
En 1919, il est élu conseiller général du canton d’Ossun.
Élu maire de Tarbes en 1935, Maurice Trélut confiera la mairie à ses adjoints (notamment Pierre Dumas, futur chef du mouvement de résistance Combat dans les Hautes-Pyrénées) en septembre 1939, lorsqu'il s'engage en tant qu'officier.   
Fait prisonnier de guerre après la Défaite, il est transféré dans un oflag en juin 1940. Rapatrié à Tarbes en juillet 1941, il fonde un centre d'entr'aide aux prisonniers de guerre et reprend donc son mandat de maire jusqu'en juin 1944.  
Il soutiendra un réseau de sauvetage de l’hôpital mixte de Tarbes pour sauver les personnes pourchassées par les Allemands pendant la Seconde Guerre mondiale. Cette organisation de sauvetage est coordonnée par Marcel Billières, le directeur de l'hôpital, ainsi que les sœurs Anne-Marie Llobet et Marie-Antoinette Ricard qui y travaillent. Leurs actions ont permis de sauver un bon nombre de juifs et de résistants de la déportation. 
Maurice Trélut est arrêté par la Gestapo à la fin du mois de juin 1944. Si plusieurs hypothèses ont été présentées depuis (personnalité-otage, participation à une organisation résistante, refus de signer la décharge maintenant que Tarbes n'avait pas été bombardée par les Allemands, tensions avérées entre son centre d'entr'aide, la Légion et la Milice...), le motif exact de l'arrestation reste encore inconnu. Déporté à Buchenwald en juillet 1944, il y décède d'épuisement le 27 janvier 1945. 
Les liens entretenus avec les résistants de l'hôpital et les actions de sauvetage sont reconnues et récompensées le 2 novembre 1994 lorsque lui est décernée la médaille de Juste parmi les nations son nom est gravé sur le Mur d'Honneur du  mémorial de Yad Vashem.
Il est également joueur de rugby à XV au Stadoceste tarbais. Le 3 juillet 1912, à l'issue de l'assemblée constitutive du comité Armagnac Bigorre, il devient le premier président de ce comité regroupant les départements du Gers et des Hautes-Pyrénées. À Tarbes, le square et le stade Maurice-Trélut ont été baptisés en son souvenir en 1947 puis dans les années 1960.
Son souvenir est commémoré sur la sépulture de la famille Trélut au cimetière de la Sède de Tarbes.